# IC 3291
IC 3291 ist eine linsenförmige Galaxie vom Hubble-Typ S0? im Sternbild Jungfrau nördlich der Ekliptik. Sie ist schätzungsweise 784 Millionen Lichtjahre von der Milchstraße entfernt.
Das Objekt wurde am 7. Mai 1904 von US-amerikanischen Astronomen Royal Harwood Frost entdeckt.